# 長谷川寛
長谷川 寛（はせがわ ひろし、通称:善左衛門、藤次郎とも、1782年（天明2年） - 1839年1月5日（天保9年11月20日））は、江戸時代末期の数学者、和算家。江戸出身で、号は西磻、極翁である。1830年に、和算の初歩から丁寧に著した独習書であり、明治時代に和算の教科書として使われた『算法新書』が主著として知られる。また長谷川派の創始者だが寛は生涯、子供がおらず弟子の長谷川弘（養子になる前の名前:佐藤秋三郎篤信）を養子として育てた。

## 生涯
1782年に江戸に生まれ、少年時代は麻布で鍛冶屋を営んでいた。関流（関孝和の流派）の数学者であった日下誠の弟子になり、数学を学んだ。
貧しい生活を送っていたが、後に寛が受け持つ塾に算学道場と名付けた。数学道場は弟子の数も多く、寛の指導も優れていて有名な和算家が輩出した。山口和や小野友五郎が有名だ。長谷川弘は元の名前を佐藤秋三郎と言い山形の農民の次男だった。諸国を旅し算学を教え歩いた山口和が山形で見出した天才だった。長谷川寛は、数多くの教科書を著して、和算の発展に尽くした。当時では盛んであった。
寛は当初、関流だったが晩年には関流ではなくなり、破門されたという伝説があるが、定かではない。日下誠もすぐれた和算家であったが、寛と運営上の問題で衝突したのかも知れない。どちらもすぐれた人なので衝突はマイナスでしかない。
寛は変形術と極形術（扱いづらい数や図形を扱いやすい形に置き換えて、問題を解きやすくするという術）の創始者とされ、1820年に『算法変形指南』を著した後に弟子の福田廷臣に編纂される。
1836年頃には『算法極形指南』を著したが、『算法極形指南』もまた弟子の秋田義一に編纂されている。